# Metro-Betrug
Der Metro-Betrug war ein Betrugsfall, der sich 1980 in der Bundesrepublik Deutschland zum Nachteil der Metro AG ereignete.

## Geschichte
Der in der Finanzabteilung der Metrozentrale in Düsseldorf angestellte Günter Schotte-Natscheff (1941–1989) überwies auf ein Konto seines Lebensgefährten Manfred Vowinkel während vier Monaten in 31 Zahlungen einen Betrag von über 36 Millionen D-Mark. Dazu fälschte er die Unterschrift seines Vorgesetzten, der ihm seine PIN zum Verkehr mit der Bank überlassen hatte. Die Transaktionen blieben einige Monate unentdeckt. Vowinkel hob mehrfach hohe sechsstellige Beträge ab und lagerte das Bargeld in seiner Wohnung. Das Paar flüchtete über Paris nach Brasilien, Schotte-Natscheff später noch nach Paraguay, wo er von Hannjörg Hereth, einem leitenden Manager der Metro aufgespürt wurde. Die Geldsumme wurde zwischen Kleidung und Wäschestücken versteckt; insgesamt benötigten sie 16 Koffer. Auf dem Concorde-Flug konnten sie diese nur mitnehmen, weil die Maschine nicht ausgebucht war. Ungefähr 32 Millionen DM konnten sichergestellt werden, von denen ca. 500.000 DM dem Verbrauch durch die Täter zugeordnet wurden. Etwa 3,5 Millionen DM wurden von den Tätern versteckt, landeten aber bei unbekannten Plünderern.
Die Täter wurden am 18. Dezember 1981 vom Landgericht Düsseldorf verurteilt. Schotte-Natscheff erhielt 5 Jahre Haft wegen fortgesetzter Untreue und Urkundenfälschung, Vowinkel 4 Jahre wegen Beihilfe. Das Urteil wurde vom Bundesgerichtshof wegen Verfahrensfehlern aufgehoben, später aber vom Gericht erneut gefällt. Schotte-Natscheff und Vowinkel verbüßten ihre Haft in der Ulmer Höh in Düsseldorf.
In der Haft schrieb Schotte-Natscheff ein Buch über den Fall, dessen Erscheinen die Metro im Jahr 1983 zunächst mit einer einstweiligen Verfügung verhinderte. Bei Constant Music in Hamburg erschien 1987 das Synthiepop-Lied Schotte – The Metro Man als Single und Maxi-Single. Günter Schotte-Natscheff starb im Herbst 1989 an einem Hirntumor.
Stand 2023 lebt Vowinkel frisch verheiratet in einer Kleinstadt in Hessen. Hereth hingegen lebt in einer Villa in der Schweiz und besucht regelmäßig seine Kaffeeplantage in Brasilien. Laut eigener Aussage fordert er seit Jahren einen passenden Finderlohn vom Metro-Konzern und der Stiftung des verstorbenen Metro-Gründers, welcher ihm jedoch bislang verwehrt wurde.